# DB 102 sorozat
A DB 102 sorozat a gyári típusnevén a Škoda 109E3 mozdonyként ismert villamosmozdony Németország számára épített változata. A Škoda 109E Emil Zátopek sorozat legújabb verziója. A jövőben ezek a mozdonyok és a hozzá kapcsolt emeletes személykocsik fogják kiváltani a München és Nürnberg között közlekedő München-Nürnberg-Express szerelvényeit.